# Максимович, Алекса
Алекса Максимович (серб. Алекса Максимовић; 10 мая 1919, Растовац — октябрь 1943, Орах) — югославский черногорский партизан времён Народно-освободительной войны, Народный герой Югославии.

## Биография
Родился в 1919 году в деревне Растовац близ Никшича в крестьянской семье. Семья в 1928 году переехала в Воеводине. После окончания начальной школы учился в гимназии, в Суботице в училище изучало право. Член Союза коммунистической молодёжи Югославии с 1940 года.
После начала Апрельской войны Алекса сбежал в родную деревню и примкнул к партизанскому движению. Участвовал в восстании 13 июля и сражался близ Никшича. Служил в 5-й черногорской пролетарской ударной бригады, воевал в Боснии и Черногории.
Погиб в октябре 1943 года близ деревни Орах под Никшичем против четников.
13 июля 1953 указом Иосипа Броза Тито посмертно награждён Орденом Народного героя Югославии.